# تفت روغن داغ

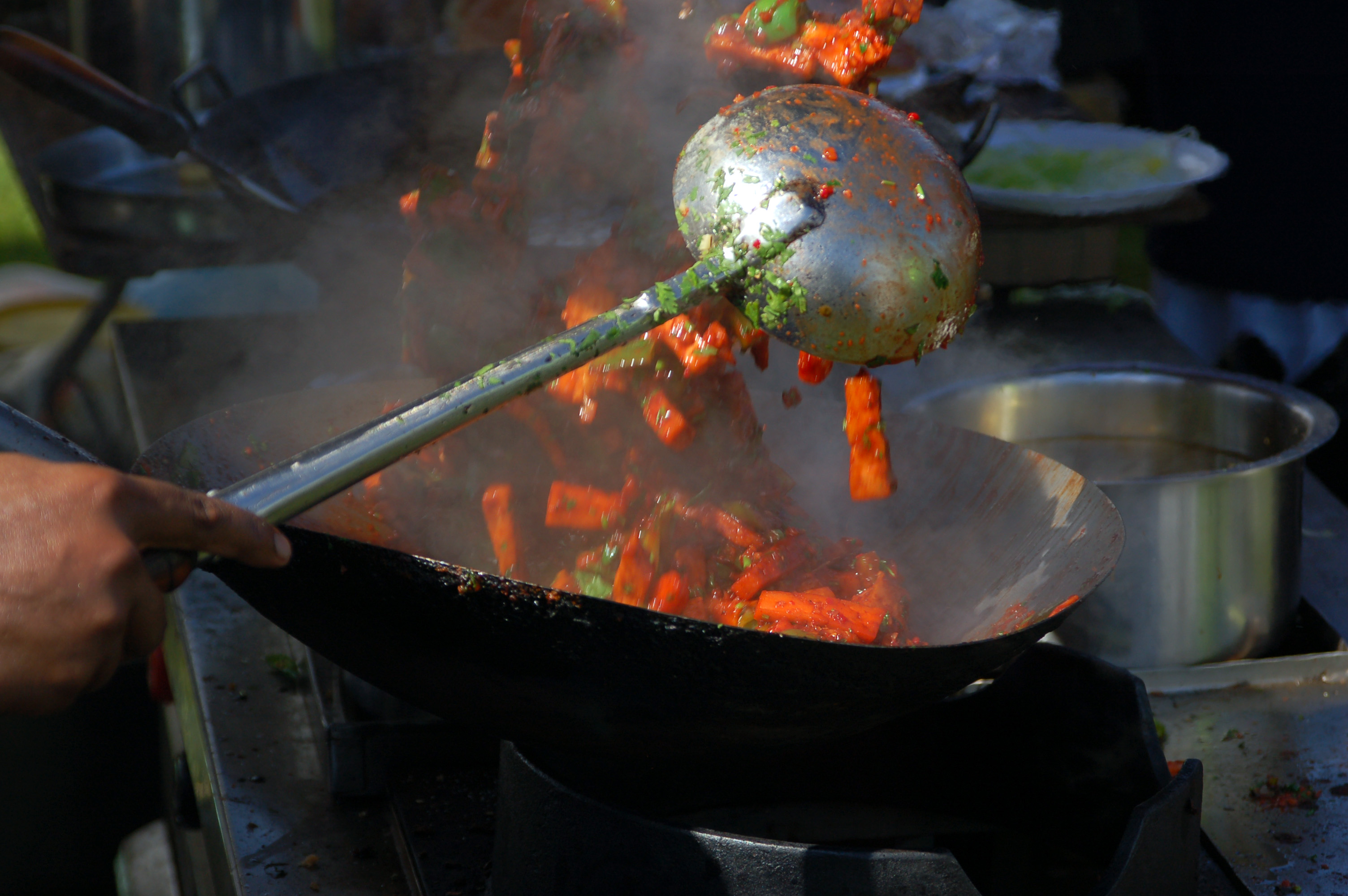
تفت روغن داغ

تفت روغن داغ (به انگلیسی: Stir frying)، یکی از روش‌های پخت‌وپز است که در آن روغن به مقدار کم استفاده می‌شود و به سبزیجات، گوشت و مواد غذایی در حالیکه به‌طور دائم بهم زده می‌شوند، حرارت داده می‌شوند. معمولاً در این روش از ماهیتابه یا ماهیتابه چینی استفاده می‌شود. 